# Нововоронезька АЕС
51°16′56″ пн. ш. 39°12′36″ сх. д. / 51.28222° пн. ш. 39.21000° сх. д.
Нововоронезька атомна електростанція — діюча АЕС, розташована у Воронезькій області поруч з містом Нововоронеж, Росія. Є філією ВАТ «Концерн Росенергоатом»
Нововоронезька АЕС є джерелом електричної енергії, на 85 % забезпечуючи Воронезьку область. Станція є не тільки джерелом електроенергії. З 1986 року вона на 50 % забезпечує місто Нововоронеж теплом.
Електроенергія АЕС видається споживачам по лініях напругою 110, 220 і 500 кВ.

## Власники та керівництво
Станція входила до 18 вересня 2008 року в ФГУП «Росенергоатом», після його реорганізації входить в концерн «Росенергоатом».
У 1972 році станції було присвоєно ім'я 50-річчя СРСР, а в 1976 році за успіхи в освоєнні енергоблоків атомної станції нагороджена орденом Трудового Червоного Прапора.

## Компонування
На енергоблоках № 3 і 4 типу використовуються реактори ВВЕР-440, турбоустановки К-220-44, в кількості 4 штуки (по дві на кожен енергоблок) і типу генератори ТВВ-220-2, в кількості 4-х штук (тобто по дві на енергоблок). Центральний зал реакторного відділення і машинний зал на цих двох енергоблоках загальні. На енергоблоці 5 використовується Реактор ВВЕР-1000, турбоустановки К-500-60 в кількості дві штуки і генератор ТТВ-500-4 в кількості дві штуки. Реакторне обладнання енергоблоку № 5 розміщено у середині захисної оболонки (контайнменту).

## Енергоблоки
АЕС спроектовано на базі несерійних водо-водяних реакторів енергетичних корпусного типу зі звичайною водою під тиском. На середину 2010-х в роботі перебувають енергоблоки № 3, 4, 5, загальною електричною потужністю 1834 МВт. Енергоблоки № 1 і 2 вже виведені з експлуатації. Кожен з п'яти реакторів станції є головним, тобто прототипом серійних енергетичних реакторів. Корпуси всіх реакторів Нововоронезької АЕС виготовлені ВО «Іжорський завод» м Колпіно Санкт-Петербургу.

### Енергоблоки 1 і 2
Енергоблок № 1 почав будуватися у 1958 році, № 2 у 1964 році. На енергоблоках експлуатувалися реактори ВВЕР-210 (1 енергоблок) і ВВЕР- 365 (2 енергоблок). У вересні 1964 року розпочав свою роботу перший блок НВ АЕС, в грудні 1969 другий. На повну потужність енергоблоки були виведені в грудні 1964 (перший) і в квітні +1970 (другий). Перший блок зупинено у 1984 році, другий у 1990. На середину 2010-х ведуться роботи з підготовки до виведення цих реакторів з експлуатації. Також на 1, 2 блоках НВАЕС проходять випробування новітніх систем дезактивації та переробки РАВ (радіоактивних відходів).

### Енергоблоки 3 і 4
Будівництво енергоблоків почалося у 1967 році. У грудні 1971 року було введено в експлуатацію третій енергоблок, рівно через рік четвертий. У червні 1972 3 енергоблок було виведено на максимальну потужність, у травні 1973 роки на повну потужність став працювати четвертий енергоблок. Використовують на енергоблоці реактори типу ВВЕР-440. Устаткування реакторних установок розміщено в герметичних боксах, котрі забезпечують утримання в цих приміщеннях радіоактивних речовин при розущільненні першого контуру. За проектними строками 3 енергоблок мав бути виведений з експлуатації у 2001 році, четвертий у 2002 р але у зв'язку з не стачою електроенергії термін експлуатації енергоблоків було продовжено. Вони будуть зупинені у 2016 (3 енергоблок) і у 2017 році (4 енергоблок). З 2015—2017 рік проводяться роботи по продовженню роботи блоків ще на 15 років.

### Енергоблок 5
У 1972 році почалося будівництво 5-го енергоблоку Нововоронезької АЕС. Його введено в експлуатацію було у травні 1980 року, на 100 % потужності був виведений в лютому 1981 року. На цьому енергоблоці використовується реактор ВВЕР-1000 (Модифікація В-187). Реакторна установка 5-го енергоблоку є головною. Техніко-економічні показники енергоблоку № 5 в порівнянні з іншими енергоблоками Нововоронезької АЕС були покращені за рахунок збільшення потужності, укрупнення і вдосконалення обладнання, зниження капітальних витрат.

### Енергоблоки №6 і 7
Спочатку планувалися як окрема АЕС (Нововоронезька АЕС-2), але у 2010 році були приєднані до існуючої АЕС.
Будівництво двох енергоблоків оцінюється в млрд рублів 220—240.
Принципова відмінність нових енергоблоків в тому, застосувати зараз них в реактори що ВВЕР-1200, проекту АЕС-2006.
Реактор ВВЕР-1200 є розвитком ВВЕР-1000, серійне будівництво якого здійснювалося у СРСР. Багато енергоблоків експлуатують уже по 20-30 років і добре зарекомендували себе. Проте реакторна установка має ряд істотних технічних відмінностей.
Теплова потужність — 3200 МВт, електрична — 1150 МВт. Також як і потужність, параметри першого контуру трохи вище, ніж у АЕС з ВВЕР-1000: Тиск близько 16,2 МПа, температура теплоносія на вході в реактор близько 300 на виході 330 ° С вище і параметри другого контуру: тиск пара перед турбіною 7,0 МПа, температура води що живить близько 225 ° С
Як паливо планується використовувати нові тепловиділяючі збірки ТВЗ-2М, які вже проходять дослідну експлуатацію на Балаковській АЕС.

## Інформація по енергоблоках
| Енергоблок    | Тип реакторів | Потужність | Потужність | Початок будівництва | Підключення до мережі | Введення в експлуатацію | Закриття        |
| Енергоблок    | Тип реакторів | Чистий     | Брутто     | Початок будівництва | Підключення до мережі | Введення в експлуатацію | Закриття        |
| ------------- | ------------- | ---------- | ---------- | ------------------- | --------------------- | ----------------------- | --------------- |
| Нововороніж-1 | ВВЕР-210      | 197 МВт    | 210 МВт    | 01.07.1957          | 30.09.1964            | 31.12.1964              | 16.02.1984      |
| Нововороніж-2 | ВВЕР-365      | 336 МВт    | 365 МВт    | 01.06.1964          | 27.12.1969            | 14.04.1970              | 29.08.1990      |
| Нововороніж-3 | ВВЕР-440/179  | 385 МВт    | 417 МВт    | 01.07.1967          | 27.12.1971            | 29.06.1972              | 25.12.2016      |
| Нововороніж-4 | ВВЕР-440/179  | 385 МВт    | 417 МВт    | 01.07.1967          | 28.12.1972            | 24.03.1973              | 2032 рік (план) |
| Нововороніж-5 | ВВЕР-1000/187 | 950 МВт    | 1000 МВт   | 01.03.1974          | 31.05.1980            | 20.02.1981              | 2035 рік(план)  |